# Singiliomimus
Singiliomimus is een geslacht van kevers uit de familie van de loopkevers (Carabidae). De wetenschappelijke naam van het geslacht is voor het eerst geldig gepubliceerd in 1896 door Peringuey.

## Soorten
Het geslacht Singiliomimus omvat de volgende soorten:
- Singiliomimus modestus Peringuey, 1896
- Singiliomimus posticalis Peringuey, 1896